# Snapphane
För andra betydelser, se Snapphanar (olika betydelser).

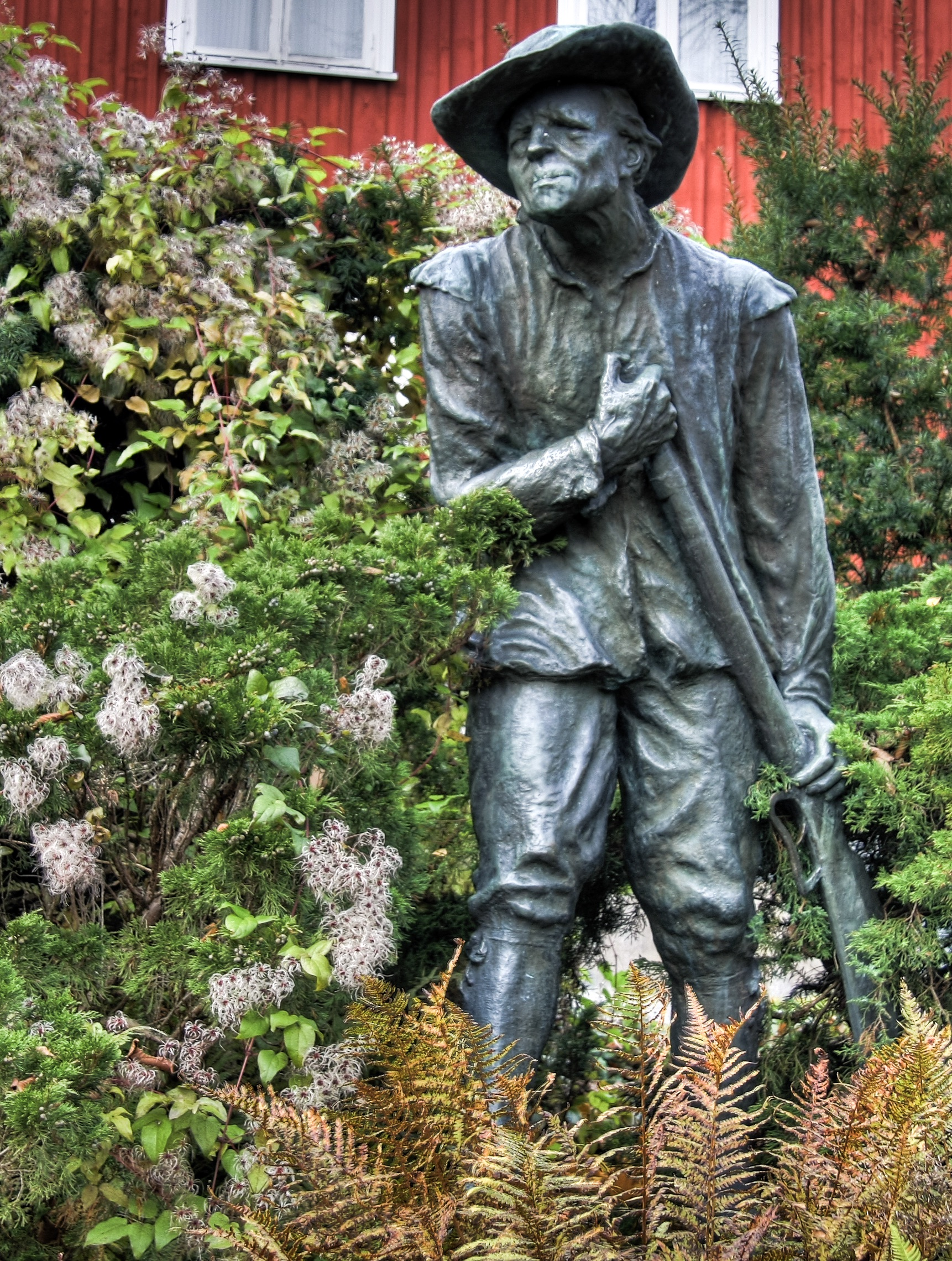
Statyn Snapphanen av Axel Ebbe står i Hembygdsparken i Hässleholm.

Snapphanar (efter tyska: schnapphahn, till ”snappa” (hastigt i smyg) och ”hane” (tupp), vidare även till snapplås) betyder i modern motsvarighet ungefär gerillakrigare, alltså ungefär kringströvande krigsfolk, och förekom redan i början av 1500-talet. De var irreguljära skaror, krigar- eller stundom rövarband, som uppträdde framförallt mot de svenska trupperna i Skåne vid de dansk-svenska krigen i de skånska landskapen 1644–1679. Under Gustaf Horns skånska krig 1644–1645 organiserade den danske befälhavaren Ebbe Ulfeldt beväpnade bondeskaror, med vilka svenskarna vid flera tillfällen drabbade samman. År 1645 omnämns snapphanarna i Holstein och Skåne i positiva (danska) ordalag som mycket aktiva i kampen mot Danmarks fiender. Termen användes även av Kristian IV som den 20 augusti 1645 påbjöd undersåtarna i Danmark att enligt freden som hade slutits med drottningen av Sverige skulle snapphanar, fribytare, dragoner med flera avhålla sig från all fientlighet mot de svenske. År 1658 nämnde Ove Juel också termen då han tvingades att inhysa svenske kungens soldater på sin gård på Själland då svenskarna hyste "frycht for snaphaner". Det är alltså ett uttryck som använts i två betydelser: för bondekrigare som slogs med vad vi skulle kalla gerillametoder och för stråtrövare.

## Etymologi
Ordet "Schnaphahn", "snaphaunce" etc finns i åtskilliga olika europeiska språk och härleds oftast till tyskan eller holländskan. "Snapphane" finns redan i fornsvenskan med betydelsen 'rövare', och härstammar troligen från ett lågtyskt ord med betydelsen '(beriden) rövare', där förleden är 'snappa'. Ordet har på bland annat danska även kommit att syfta på gevär. Enligt Sten Skansjö skiljde samtida danska historiker mellan friskyttar, snapphanar och stråtrövare, i motsats till de svenska. På danska var 'snaphane' inte nödvändigtvis ett negativt ord utan det användes i pamflettspråk som en positiv benämning på bondekrigare. Från 1677 bestämdes det på dansk sida att inte använda ordet 'snapphane' mer eftersom det blivit synonymt med 'kriminell'. Förmodligen var det när svenskarna började genomföra våldsammare avrättningar av snapphanar som ordets klang förändrades också på danska. I Danmark blev då det gängse uttrycket 'friskytt'.

## Vilka var snapphanar?
De som den svenska krigsledningen under skånska kriget kallade för snapphanar, men som senare historieskrivning velat visa vara mer komplex, kan sägas ha utgjorts av åtskilliga olika kategorier. En kategori var reguljära specialförband under till exempel Pieter Sten eller generalmajor Meerheim som arbetade mycket bakom fiendelinjerna med att inhämta underrättelser och få ut personer därifrån, men också med att förhindra svensk skatteindrivning i Skåne. Dessa specialförband samarbetade nästan alltid med danske kungens friskyttekår som i svenska ögon utgjorde ytterligare en kategori snapphanar; båda dessa grupper var anställda av danska staten och räknades till Danmarks armé. Friskyttekompanierna bestod till största delen av skåningar men också av danskar och ett fåtal tyskar, polacker och till och med svenskar. Ofta var kompanierna rekryterade häradsvis men det förekom även kompani som huvudsakligen bestod av studenter från Köpenhamn och Lund, samt kompanier som bestod av arméveteraner. Dessa kompanier var samtliga lätt beväpnade ridande förband på 40–200 friskyttar som opererade över stora områden och främst angrep den svenska arméns försörjningslinjer. Friskyttarna samarbetade också med kompani av lejda kroater som specialiserats på liknande krigföring ute i Europa.
En tredje kategori var helt vanliga bondeuppbåd, där den lokala befolkningen tog till vapen mot annalkande svenska styrkor; denna kategori var vanligast i inledningsskedet men fortsatte genom hela kriget. En annan grupp snapphanar var de danska fogdar som övervakade dansk skatteindrivning och furagering (anskaffning av foder) och som ofta kom ihop sig med svenska trupper med samma mål. Ofta nog samarbetade dessa fyra grupper och bidrog med manskap till olika danska krigsoperationer och oftast var de styrda från Köpenhamn. Generalmajor Meerheim i den reguljära danska armén var ytterst ansvarig för friskyttarnas operationer. En sista kategori var de stråtrövare som strök omkring i skogstrakterna och som absolut inte hade något med krigsledningen att göra. Deras plundringar riktade sig inte bara mot den svenska armén utan även (och i en större utsträckning) mot civilbefolkningen. Riktigt vilken omfattning stråtröveriet hade under skånska kriget är oklart, men källorna visar att det förekom missdådare på båda sidor som utnyttjade lokalbefolkningen på skamligt vis.
Friskyttarnas strategiska bakgrund: När Danmark tog tillbaka större delen av Skåne och Blekinge 1676, återupprättades danskt styre i modern absolutistisk form. Bland annat delades Skåne in i amt distrikt, precis som resten av Danmark. Man upprättade också nya regementen som främst skulle bemannas med skånelänningar. Dessutom värvade man män till lokal milis och uppmanade alla att vara beredda att gå man ur huse. Efter slaget vid Lund gick dessa planer om intet. 
En stor del av Skåne blev ingenmansland efter slaget vid Lund: danskarna hade förskansat sig i de två enklaverna Landskrona och Helsingborg och svenskarna i Malmö och senare också i Kristianstad, men resten av territoriet var i princip statslöst och små grupper (partin) av manskap gav sig ut från de befästa enklaverna för att proviantera, furagera och söka skärmytsling med fienden. Denna sortens krig kallades ”partikrig” och var tidstypisk för det tidigmoderna Europa då skjutvapnen börjat slå igenom på allvar och krigföring blev allt dyrare och svårare att genomföra i traditionell mening. Stora fältslag gav oftast inte något definitivt utslag men kostade enorma summor pengar. Istället kom det oftast till utmattningskrig mellan olika garnisoner som satt i befästa städer som Kristianstad i Skåne eller Kristiansand i Norge. En dyster konsekvens av denna sorts krigföring var att landet runtomkring fästningarna förstördes totalt eftersom det ofta blev så att man tog till den brända jordens taktik och brände allt, så att inte fienden fick det. Det enklaste i sådana situationer var att använda sig av lättrörliga småtrupper, oftast kavalleri, men även av fotfolk. På kontinenten var det till exempel de habsburgska kroaterna som var bland de skickligaste trupperna i den sortens krig. I Danmark importerade man några småkontingenter av kroater men inrättade också egna specialstyrkor: kungens friskyttekår. Friskyttarna var oftast värvade häradsvis men fick vid behov utsänt officerare från den reguljära armén. Dessutom fanns andra sorts friskyttekompanier: bland annat ett som till stor del bestod av studenter från Lund och Köpenhamn och ett annat som Knut B. Espersen värvat och som till stor del bestod av dragoner från de regementen som lagts ner när svenskarna kom tillbaka.

## Avrättning av snapphanar

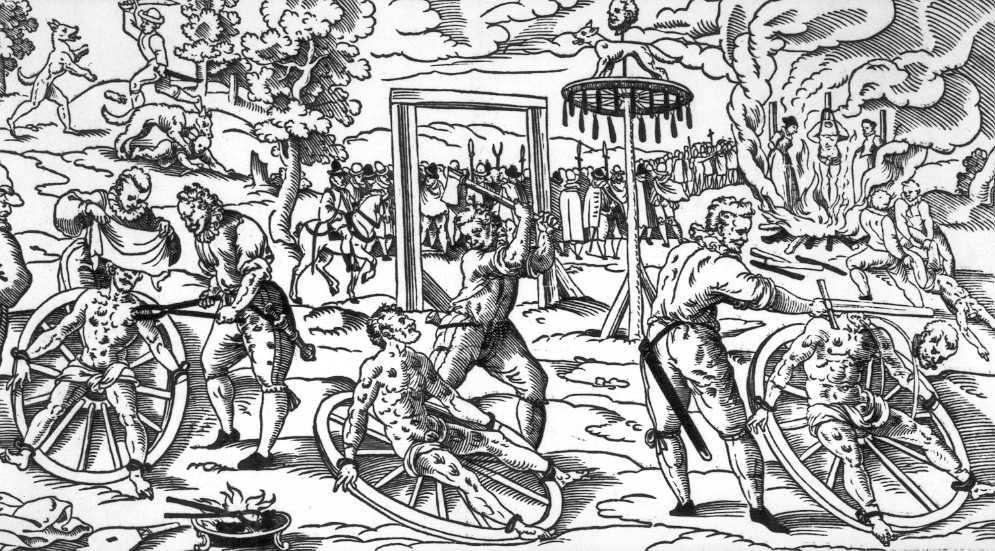
Stegling som tortyrmetod under 1600-talet.

Dödsdomarna verkställdes snabbt genom hängning eller halshuggning, i många fall föregånget av rådbråkning, vilket bestod i krossande av armar och ben med ett vagnshjul, och följt av styckning. Vanligen avslutades rådbråkningen med stegling på hjul då man flätade in kroppen i ekrarna på ett stort trähjul som hängdes upp till allmän beskådan. Ett samtida vittnesmål av hur behandlingen kunde gå till av de snapphanar som blev tillfångatagna levande i en by kommer från Vä år 1677. Friskyttar som gripits där sattes först i arbete med att göra rent i avträden med bara händerna och sedan med att flå döda hästar, innan de överlämnades till sina bödlar och fick "armar och ben krossade, sedan bröstkorgen, varpå kropparna styckades och bands på steget och hjul".

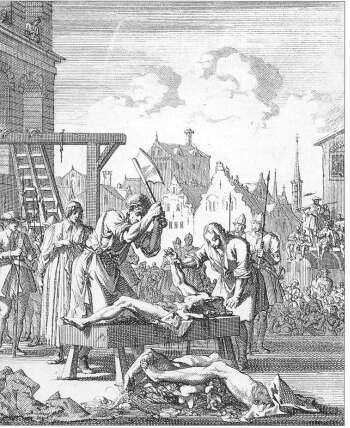
Engelsk illustration av hängning och styckning som en ovanlig, men dock befintlig, bestraffningsmetod.

Ett annat samtida vittnesmål kommer från kyrkoherden Stehn Jacobsen som skrev i sitt verk Den Nordiske Krigs Krönicke: "Når de svenske uti denne vinter (1676-77) finge fat på nogle snaphaner, då pinte de dem först grueligen, brände dem under födderne med gloende jern og satte dem siden en spidz indved deras ende og ud ved deres nase. Derefter sloge de dem fast til et trä med et söm igennem begge deres händer över deres hoved og lod dem hänge, til de döde." Denna avrättningsmetod kallas inre spetsning till skillnad från yttre spetsning då en påle fördes under huden längs ryggen och ofta lades en lös snara om halsen. Friskyttekaptenen (och enligt svenskt synsätt snapphanen) Hans Severin är en man som avrättades på detta sätt. Friskyttelöjtnanten Johan Christian von Meckelburg fick samma straff och de avrättades samtidigt. Deras dom löd: "att spetsas levande, inte invärtes, utan mellan hud och rygg igenom nacken, sedan sättas på pålen, fötterna naglade och händerna bakbundna under en ny galge, med rep om halsen, icke tilldraget. Hans namn slås på galgen."
De olika avrättningsmetoderna har beskrivits av bland annat Skansjö, Sixten Svensson och Herman Lindqvist. Enligt Herman Lindqvist förekom tortyr med vad han kallar "raffinerade metoder": "Om en snapphane greps levande i en by, torterades han först varpå han avlivades med någon av följande raffinerade metoder: antingen spikades han levande upp på kyrkdörren eller också kunde han spetsas levande på en glödande järnstång [...]. Där fick han hänga allom till skräck och varnagel." Uttrycket "till skräck och varnagel" förekom ofta i dåtidens förmaningar till befolkningen. Om snapphanar infångades av svenskarna, gick de således ett grymt öde till mötes. Syftet var att skrämma och varna andra för vad som kunde hända med den som satte sig upp mot överheten.
Det fanns även många "snapphanar" som dömdes till att till exempel få en bit av tungan avskuren och/eller att sändas till Sala silvergruva i järn. Speciellt om man var minderårig eller hade visat sig samarbetsvillig blev straffet ofta mildare: en tolvårig snapphane dömdes till exempel till att få ris och sedan sändas "till Sverige". Andra minderåriga sattes på fästning i Uppsverige några år och släpptes sedan. 
Det fanns även ett fåtal kvinnor som dömdes som snapphanar och de fick oftast mildare straff som hängning eller fästning.
Av samma anledning kunde även de som skyddade eller hyste snapphanar dömas till hårda straff. Likaså kunde en socken där det framkom att en snapphane hade gömt sig bestraffas med att var tionde mansperson avrättades genom hängning. Karl XI utfärdade själv den 14 januari 1677 ett "nådigt plakat" med lydelsen att varhelst man påträffade snapphanar, som gjorde svenska kronan eller dess krigshär någon skada, skulle "alla i den socknen boende bönder som förrädare bliva ansedde och icke allenast böta för var man 1,000 rdr, utan ock var tionde man efter lottning vara förfallen att hängas". En vecka senare fann sig konungen föranlåten att skärpa straffet så att antalet personer som skulle hängas ökades till var tredje man inom socknen. Genom en annan kunglig skrivelse erhöll var och en som utlämnade en snapphane, död eller levande, löfte om att få ta över all dennes egendom och dessutom få 10 daler i belöning.
Så sent som år 1703 blev en man, som tidigare varit snapphane, avrättad vid Röinge nära nuvarande Hässleholm. Han hade hållit sig utomlands i flera år, men när det stora nordiska kriget bröt ut kom han hem och "ville begynna sitt gamla hantverk". Då blev han gripen, avrättad och steglad.

## Snapphanar i historieskrivningen

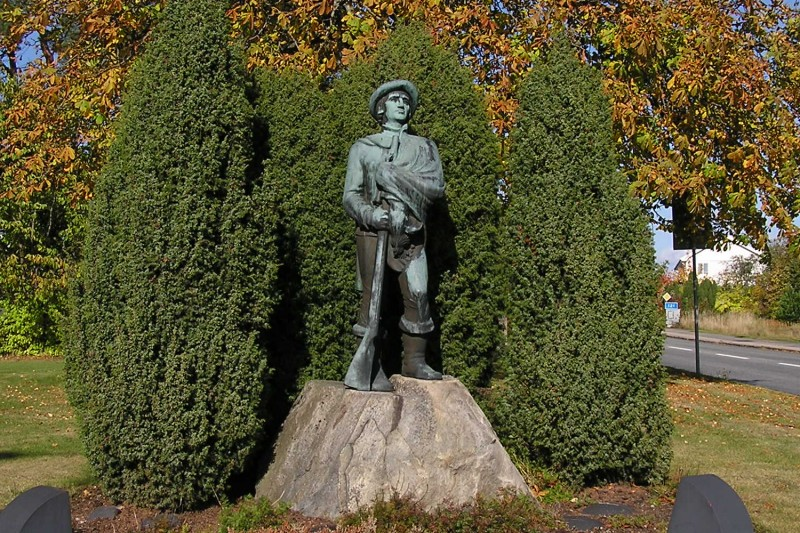
Snapphanestatyn i Lönsboda i Örkened socken.

Bland nutida forskare som kartlagt källmaterial angående snapphanarna märks främst Sten Skansjö, som utöver sin akademiska bana också är redaktör på Nationalencyklopedins redaktion för medeltidsarkeologi. Hans bok Skånes historia belönades 1998 med Lengertz kulturpris för bästa skildring av Skåne. Som väntat har synen på snapphanar skiftat radikalt i historieskrivningen genom tiderna och ofta givit upphov till livliga debatter. Orsaken är att begreppet är något diffust eftersom det representerar tre olika kategorier, vilket beskrivits ovan. Andra nutida verk är Snapphaneboken av K Arne Blom och Jan Moen, och Snapphanarna av Alf Åberg, tidigare chef för Krigsarkivet i Stockholm, vilka ger olika syn på snapphanarna. Åberg har fått utstå kritik för att vara alltför okritisk mot den svenska krigsmakten. Han menar bland annat att distinktionen mellan snapphanar och friskyttar i praktiken är omöjlig att upprätthålla då båda grupperna hade i princip samma rekryteringsbas och uppförde sig lika illa mot civilbefolkningen. Från den svenska krigsmaktens sida blev följden av denna brist på praktisk distinktion mellan stråtrövare och friskyttar att friskyttarna inte ansågs skyddade i några konventioner gällande behandlingen av krigsfångar, och att tortyr, rådbråkning, stegling, hängning och styckning mm, därför ansågs rättfärdigat. 
På grund av ett återutgivningsfel, eller en brist på faktakontroll, påstås det i samlingsverket Sveriges historia del 5 att det var snapphanarna som brände ned Örkeneds socken. Åberg har i andra artiklar och böcker angett att det faktiskt var de svenska trupperna som brände socknen. Faktafelet som utpekar snapphanar i skövlingen av Örkened finns även i nyutgåvan av femtonbandsverket Sveriges historia (1983) vol. 7 s. 126 [källa behövs]. 
Ett dokument som i dag bevaras i Riksarkivet visar att det i själva verket var Karl XI som gav ordern att alla män i  Örkened som kunde bära gevär skulle dödas, endast kvinnor och barn förskonas, djur och annat av värde bäras iväg och gårdarna brännas ner, varefter resten av socknen skulle skövlas. Detta återspeglas också i dagboksanteckningar skrivna av översten Nils Skytte, en av officerarna som deltog i den svenska kampanjen: "22 (april 1678) ryckte vi upp att efter order uppbränna hela Örken socken, hvilka order också lyda att ihjälslå allt manskön emellan 15 och 60." Resultatet denna dag, enligt dagboken, var tre byar jämnade med marken, nämligen "Kärraboda, Räftofta, Smålatorp" och i Månstorp, "2 möllor och 1 hus, dertill en gammal bonde caputerades". Befolkningen hade flytt till skogs och på plats fanns endast en gammal bonde. Dagen därpå skriver Skytte i sin dagbok om förintelsen av "Grefveboda, Södra Hafhult, Norra Hafhult, Trolsatorp, Tjufön, Rumpebo, Kjättebo, Ulfshult, Torshult, Hanshult."

## Kända snapphanar/friskyttar
- Niels Andersen
- Simon Andersen (Tullsagra Simon)
- Casparus Due
- Knut B. Espersen
- Lille Mads
- Bent Mogensen
- Eskil Nielsen
- Mickel Pedersen Göing
- Svend "Gjønge" Povlsen
- Hans Severin
- Store Trued
- Uggleherarna
- Sven i Boarp
- Svend Povlsen